# 瞬きもせず
『瞬きもせず』（まばたきもせず）は、1998年10月7日に発売された中島みゆきの36作目のシングル。

## 解説
中島みゆきの音楽作品としては初のマキシシングルとなり、以降のシングルは全てマキシサイズで発売されている。同時にポニーキャニオンから発売された最後のシングルである。
『瞬きもせず』は映画『学校III』の主題歌。オリジナルアルバムには収録されていない楽曲であるが、ベストアルバム『大銀幕』に、MOVIE THEME VERSIONが収録されている。
『私たちは春の中で』は、同年に発表されたオリジナルアルバム『わたしの子供になりなさい』からのシングルカット。映画『大いなる完 ぼんの』の主題歌。この曲もベストアルバム『大銀幕』に収録されている。
A面がオリジナルアルバムに収録されず、B面がオリジナルアルバムに収録されるのはこのシングルと1985年発売の『つめたい別れ c/w ショウ・タイム』のみである。また、B面に2曲が収録されたシングルはこのシングルのみである。
2022年11月28日に、ヤマハミュージックコミュニケーションズからデジタル・ダウンロード配信された。しかし、ジャケット画像はシングルジャケットを使用されているが、シングルコレクションアルバム『Singles 2000』の音源のため、「瞬きもせず(MOVIE THEME VERSION)」はTV MIXと共に外されている。

## 収録曲
- 全作詞・作曲:中島みゆき 編曲:瀬尾一三

1. 瞬きもせず
2. 私たちは春の中で
3. 瞬きもせず (MOVIE THEME VERSION)
  - アレンジが違う他、歌詞も一部オリジナルヴァージョンとは異なっている。
4. 瞬きもせず (TV MIX)

## メディアでの使用
| # | 曲名                                 | タイアップ                      | 出典  |
| - | ------------------------------------ | ------------------------------- | ----- |
| 2 | 「私たちは春の中で」                 | 映画『大いなる完 ぼんの』主題歌 | [ 2 ] |
| 3 | 「瞬きもせず (MOVIE THEME VERSION)」 | 映画『学校III』主題歌           | [ 1 ] |

## 参加ミュージシャン
| 瞬きもせず - Drums：Gregg Bissonette - E.Bass：Neil Stubenhaus - Guitars：Michael Thompson - Keyboards：Jon Gilutin - Harmony Vocal：中島みゆき - Back up Vocals：Luther N.Waters, Maxine Waters, Julia Waters, Oren Waters, Carmen Carter, en:Carmen Twillie, L.Porter, Josef Powell - Strings Concertmaster：Sid Page - Strings Conductor：Suzie Katayama - Strings Arrangement：瀬尾一三 | 私たちは春の中で - Drums：Kenny Aronoff - E.Bass：Bob Glaub - E.Guitars：狩野良昭・古川望 - A.Piano：Jon Gilutin - B-3 Organ：Jon Gilutin - Keyboards：中西康晴 - Programming：浦田恵司 - Tenor Sax：Joe Sublett - Back up Vocals：和田惠子・坪倉唯子・山根麻衣 | 瞬きもせず (MOVIE THEME VERSION) - Drums：Gregg Bissonette - E.Bass：Neil Stubenhaus - Guitars：Micheal Thompson - Keyboards：Jon Gilutin - Back up Vocals：ロスアンゼルス国際学園生徒 - Strings Concertmaster：Sid Page - Strings Conductor：Suzie Katayama - Strings Arrangement：David Campbell |